# Samsung Galaxy Tab A 8.0
Samsung Galaxy Tab A 8.0 — планшетный компьютер на базе Android, производимый и продаваемый компанией Samsung Electronics. Он относится к линейке среднего класса «А», в которую также входит 9,7-дюймовая модель. О нем было объявлено в марте 2015 года, а затем выпущено 1 мая 2015 года. Он доступен в версиях только с Wi-Fi и Wi-Fi/4G.

## История
Galaxy Tab A 8.0 был анонсирован вместе с более крупным Galaxy Tab A 9.7 в марте 2015 года.

### Galaxy Tab A 8.0 (2015)
Galaxy Tab A 8.0 (SM-T350, SM-P350, SM-T355 и SM-P355) был выпущен с Android 5.0 Lollipop. Samsung настроила интерфейс с помощью программного обеспечения TouchWiz. Помимо стандартного набора приложений Google, в нем есть приложения Samsung, такие как S Planner Smart Stay, Multi-Window, Group Play, All Share Play, Samsung Magazine, профессиональный пакет, многопользовательский режим, SideSync 3.0.
Galaxy Tab A 8.0 доступен в вариантах только с WiFi и 4G/LTE и WiFi. Объем хранилища варьируется от 16 ГБ до 32 ГБ в зависимости от модели, а слот для карт памяти microSDXC позволяет увеличить объем до 128 ГБ.[4] Он имеет 8,0-дюймовый ЖК-экран TFT с разрешением 1024x768 пикселей и плотностью пикселей 160 пикселей на дюйм. Он также оснащен 2-мегапиксельной фронтальной камерой без вспышки и задней 5,0-мегапиксельной камерой с автофокусом без вспышки.

### Galaxy Tab A 8.0 (2017)
В октябре 2017 года была анонсирована версия Galaxy Tab A 8.0 (SM-T380, SM-T385) 2017 года с Android 7.1 Nougat (с возможностью обновления до Android 8.1.0 Oreo и Android 9 Pie) и чипсетом Qualcomm Snapdragon 425. Был выпущен 1 ноября 2017 года.

### Galaxy Tab A 8.0 (2018)
В августе 2018 года была анонсирована версия Galaxy Tab A 8.0 (SM-T387) 2018 года с Android 8.1 Oreo (с возможностью обновления до Android 9 Pie и Android 10) и чипсетом Qualcomm Snapdragon 425, доступная 7 сентября 2018 года. Чипсет Qualcomm Snapdragon 425 унаследован от модели 2017 года.

### Galaxy Tab A 8.0 (2019)
Версия Galaxy Tab A 2019 года с S-Pen (SM-P200, только WiFi; и SM-P205, WiFi и 4G/LTE) была анонсирована в марте 2019 года и выпущена через месяц, в апреле, спустя 4 года оригинального Tab A с S Pen 2015 года. Он оснащен Android 9 Pie (с возможностью обновления до Android 10), процессором Samsung Exynos 7904 и тем же S Pen, что и Samsung Galaxy Note 8. 2 месяца спустя, в июле, версия 2019 года был анонсирован Galaxy Tab A 8.0 (SM-T290, SM-T295, SM-T297) с Android 9 Pie (с возможностью обновления до Android 10 и Android 11) и чипсетом Qualcomm Snapdragon 429, доступный 5 июля 2019 года.

### Galaxy Tab A 8.0 (2019) и Tab A Kids(2019)
В октябре 2019 года была анонсирована версия Galaxy Tab A 8.0 и Tab A Kids 2019 года с Android 9 Pie и чипсетом Qualcomm Snapdragon 429, которая стала доступна 5 октября 2019 года. Это то же самое, что и оригинал, но в Wi-Fi.
Детская версия — это, по сути, тот же планшет, но с чехлом-бампером для защиты.